# Sungai Penuh

Sungai Penuh ("rivière pleine" en malais) est une ville d'Indonésie située dans la province de Jambi dans le sud de l'île de Sumatra, à 410 kilomètres à l'ouest de la ville de Jambi, la capitale provinciale. Elle a été officiellement élevée au rang de kota le 8 novembre 2008, par séparation du kabupaten de Kerinci, dont elle reste néanmoins le chef-lieu.

## Géographie
Sungai Penuh est située dans une vallée. En raison de sa situation en altitude, la température n'y est que de 24 °C tout au long de l'année, et descend parfois à 21 °C. Durant la mousson (de novembre à mars), il y pleut presque chaque jour en fin d'après-midi.

## Tourisme et transport

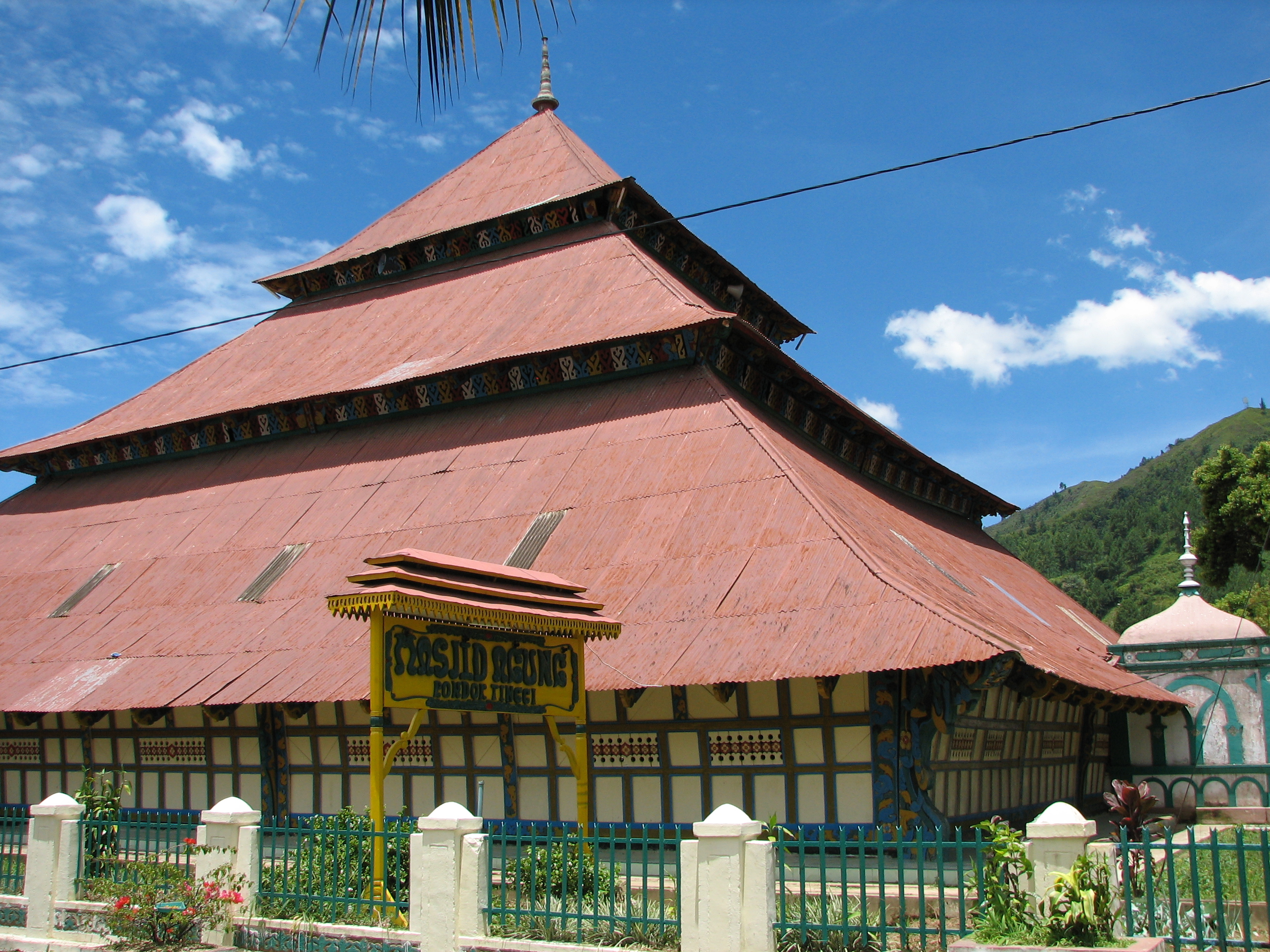
La Grande mosquée de Pondok Tinggi

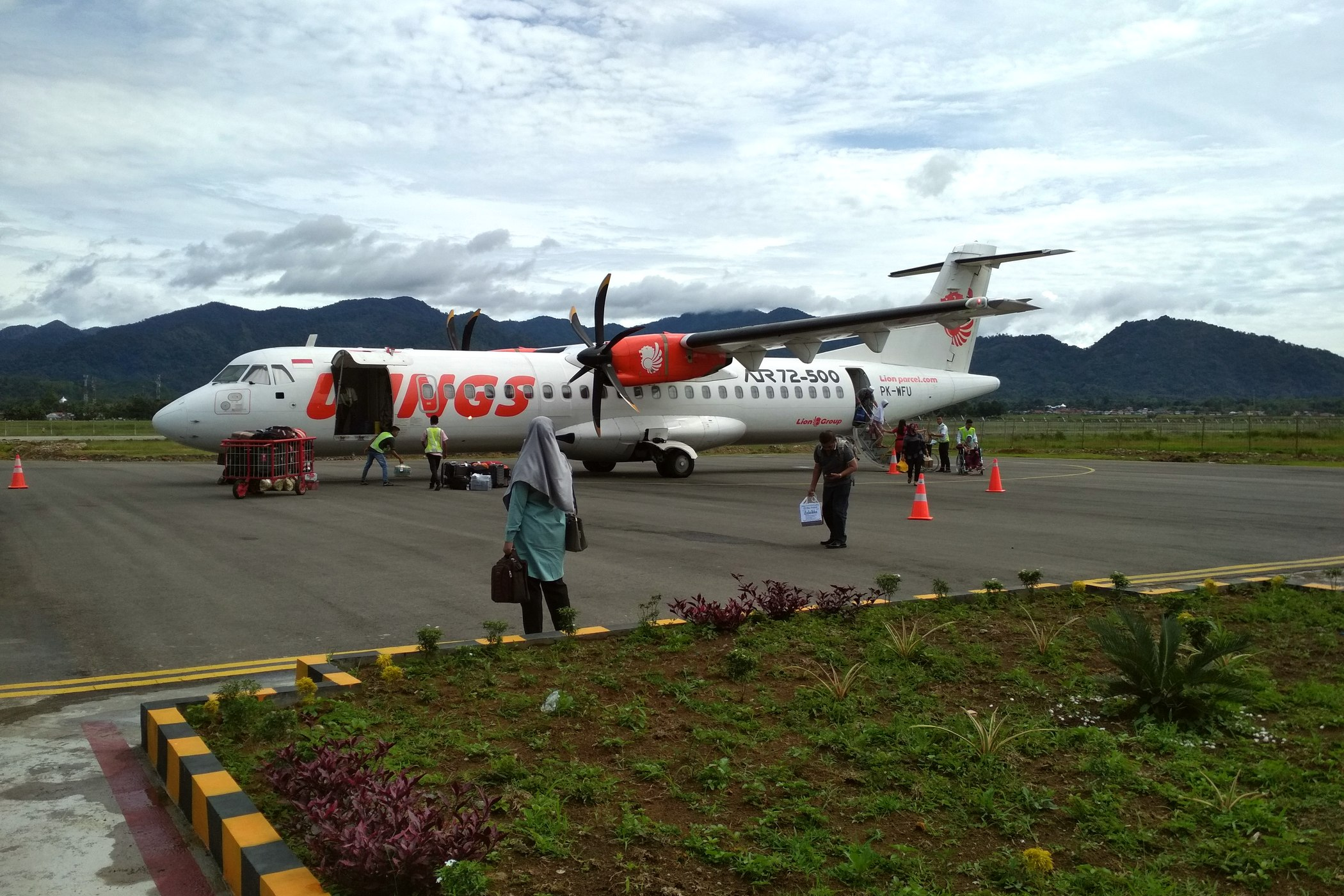
ATR 72-500 de Wings Air sur l'aéroport Depati Parbo

Sungai Penuh est un point de départ pour la visite du parc national de Kerinci Seblat, du volcan Kerinci et du lac des Gunung Tujuh. Certains voyageurs sont à la recherche de l' orang pendek ("petit homme"), un hominidé imaginaire.
C'est également un point de départ pour rendre visite aux populations Kubu.
En ville même, la Grande mosquée ou Mesjid Agung du quartier de Pondok Tinggi, construite en 1874, est un bel exemple d’architecture locale. Toujours à Pondok Tinggi, on trouve encore quelques belles maisons traditionnelles.
On peut se rendre à Sungai Penuh par la route soit depuis Padang, la capitale de la province voisine de Sumatra occidental, située à 207 km (7 heures de route avec un arrêt d'une heure) ou Bukittinggi, soit depuis la ville de Jambi, la capitale provinciale, située à 418 km (10 heures de route), soit depuis la ville de Bengkulu dans la province du même nom (18 heures), soit encore depuis Pekanbaru dans la province de Riau (20 heures). 
Sungai Penuh possède un aéroport, Depati Parbo (code OACI : WIPH), situé à 7 km. Sa piste est en train d'être allongée à 2 134 mètres et élargie à 35 mètres.